# Marción
Marción de Sinope (Ponto, c.. 85 o 110 - c. 160)
fue un líder religioso cristiano del siglo II, fundador de la corriente conocida como marcionismo, con una teología dualista de corte protognóstico.
Su doctrina afirma la existencia de un verdadero Dios, desconocido y ajeno al mundo, revelado por Jesús, al cual se oponía un ser inferior, el demiurgo, a quien identifica con Yahveh, el dios de los judíos. Alegaba que la Ley mosaica era imperfecta y contraria a las enseñanzas del evangelio,
por lo que rechazaba la Biblia judía y en general las creencias y prácticas del judaísmo.
Compiló por vez primera las epístolas escritas por Pablo de Tarso y las publicó junto a una versión modificada del Evangelio de Lucas. Se considera por ello a Marción el inventor del concepto de Nuevo Testamento.
Fue excomulgado y su doctrina atacada por el escritor cartaginés Tertuliano (160-220) y otros padres de la Iglesia. Por ello se considera a Marción el primer heresiarca del cristianismo.

## Vida

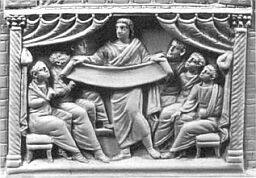
Marción desplegando su canon.

Era hijo del obispo cristiano de Sinope, en la costa del Ponto (la costa norte de la actual Turquía sobre el mar Negro), y acumuló una considerable fortuna como naviero. Según un relato de Epifanio que se considera poco fiable, fue excomulgado por su padre por seducir a una virgen. Quizás fuese discípulo del gnóstico Cerdón. En todo caso, se marchó de Sinope y viajó a Roma probablemente hacia el 135-140. Allí ingresó en la comunidad cristiana con un donativo considerable de 200 000 sestercios.
Tras desacuerdos doctrinales con los presbíteros de la iglesia de Roma, se produjo un cisma y Marción organizó su propia iglesia hacia el año 144. Es probable que después regresara a Asia Menor y difundiera por esta zona su doctrina.
Según Tertuliano ―uno de los adversarios más virulentos del marcionismo―, Marción se arrepintió al final de su vida y prometió hacer que sus seguidores volvieran a la ortodoxia, tarea que le fue impedida por la muerte.
No existe ninguna prueba de que esto fuese cierto.

## Enseñanzas
Marción fue un gran adepto de Pablo de Tarso, y como griego, no entendía que el cristianismo mantuviera una conexión judía. Influido por las enseñanzas de los gnósticos, concibió una nueva forma de entender el cristianismo.
Defendía una cosmología y una teología vertebradas en la contraposición entre el Dios Bueno, ser perfecto y supremo padre de Jesucristo, y el dios creador del mundo, menos poderoso y protagonista de la Biblia judía; un dios sangriento y vengativo responsable de males y guerras. Al dios del Antiguo Testamento le contrapone la venida de Jesucristo, que ha sustituido la ley de Moisés por el amor y ha sustraído a las almas humanas al poder del dios creador. Marción rechazaba por ello el uso del miedo a Dios para imponer la obediencia y se apoyaba solo en el amor como sostén de la ética.
Jesucristo, según Marción, no era un hombre de carne y hueso sino un ser celeste que solamente había adoptado una apariencia humana; es lo que se conoce como docetismo. Su venida a la Tierra había dejado obsoleta a la Biblia judía, que Marción rechazaba. Sin embargo, el mensaje de Jesucristo no había sido comprendido correctamente por sus discípulos, confundidos por el judaísmo que profesaban. Por ello fue necesario que Cristo se apareciese de nuevo a Pablo de Tarso, que logró separar al cristianismo del judaísmo.
Marción no le daba valor ni al matrimonio ni a la procreación porque, como muchos cristianos de su época, creía en la inminencia de la parusía, es decir que en poco tiempo se produciría la segunda venida de Jesucristo y el fin del mundo.

## Obra
No se ha conservado ninguno de los escritos de Marción, que solo se conocen a través de citas de sus adversarios como Tertuliano e Ireneo de Lyon (140-202). Sin embargo, se tienen noticias de al menos dos textos, uno conocido como Antítesis (contradicciones entre lo que hoy se conoce como el Antiguo Testamento y el Nuevo Testamento), y el otro su versión de la Biblia.
La Biblia de Marción consistía de solo dos libros. Uno, titulado El apóstol, era una compilación de una decena de epístolas escritas el siglo anterior por Pablo de Tarso, del que Marción enfatizaba su oposición a los judeocristianos. Incluyó en primer lugar la Epístola a los cristianos de Galacia mientras que excluyó las epístolas «pastorales» y la Epístola a los hebreos, que consideraba apócrifas.
El otro libro, titulado El evangelio, consistía en el Evangelio de Lucas expurgado de los relatos de la infancia y de lo que Marción consideraba como añadidos judeocristianos. Se considera por ello a Marción el inventor del concepto de Nuevo Testamento.
Después de él, el cristianismo ortodoxo se dio cuenta de que era necesario organizar la maraña de escritos que se habían producido desde el origen del cristianismo y publicó su propio canon, que es básicamente el Nuevo Testamento actual.
El marcionismo fue atacado con virulencia por Tertuliano, que le dedicó una obra en cuatro volúmenes titulada Contra Marción (208). Algunos autores sostienen también que el libro de los Hechos de los apóstoles fue escrito para refutar las enseñanzas de Marción, al presentar a Pablo como un judío devoto.
A pesar de ello, el marcionismo se propagó por la mitad oriental del Imperio romano y se mantuvo pujante hasta el V, logrando algunas comunidades sobrevivir hasta el IX. Después, su memoria cayó en el olvido hasta su redescubrimiento por el teólogo alemán Adolf von Harnack en 1920.
Algunos elementos del marcionismo fueron adoptados por el cristianismo mayoritario, entre ellos la noción de «Dios bueno» y el antijudaísmo que caracterizó al cristianismo durante siglos. Según los estudiosos de las epístolas de Pablo, los prólogos de siete de ellas conservados hasta nuestros días son obra de Marción o de discípulos suyos.